# Малышевка (Иркутская область)
Малышевка — село в Усть-Удинском районе Иркутской области. Входит в Малышевское сельское поселение.

## География
Село находится в 54 км от центра района. Стоит на реке Ангара.

## Население
| 2002 | 2010 | 2011 | 2012 |
| ---- | ---- | ---- | ---- |
| 876  | ↘772 | ↘768 | ↗773 |